# James Belushi
Pour les articles homonymes, voir Belushi.
 (août 2022).
Si vous disposez d'ouvrages ou d'articles de référence ou si vous connaissez des sites web de qualité traitant du thème abordé ici, merci de compléter l'article en donnant les références utiles à sa vérifiabilité et en les liant à la section « Notes et références ».
James Adam Belushi dit Jim Belushi est un acteur, réalisateur, scénariste, producteur de cinéma et homme d'affaires américain, né le 15 juin 1954 à Chicago (Illinois).

## Biographie

### Jeunesse
James Adam "Jim" Belushi est né le 15 juin 1954 à Chicago, en Illinois.

### Famille
James Belushi est le frère cadet de John Belushi ; il a également une sœur Marian, et un frère plus jeune, Billy. Ses parents sont originaires de Korçë, en Albanie.

### Carrière

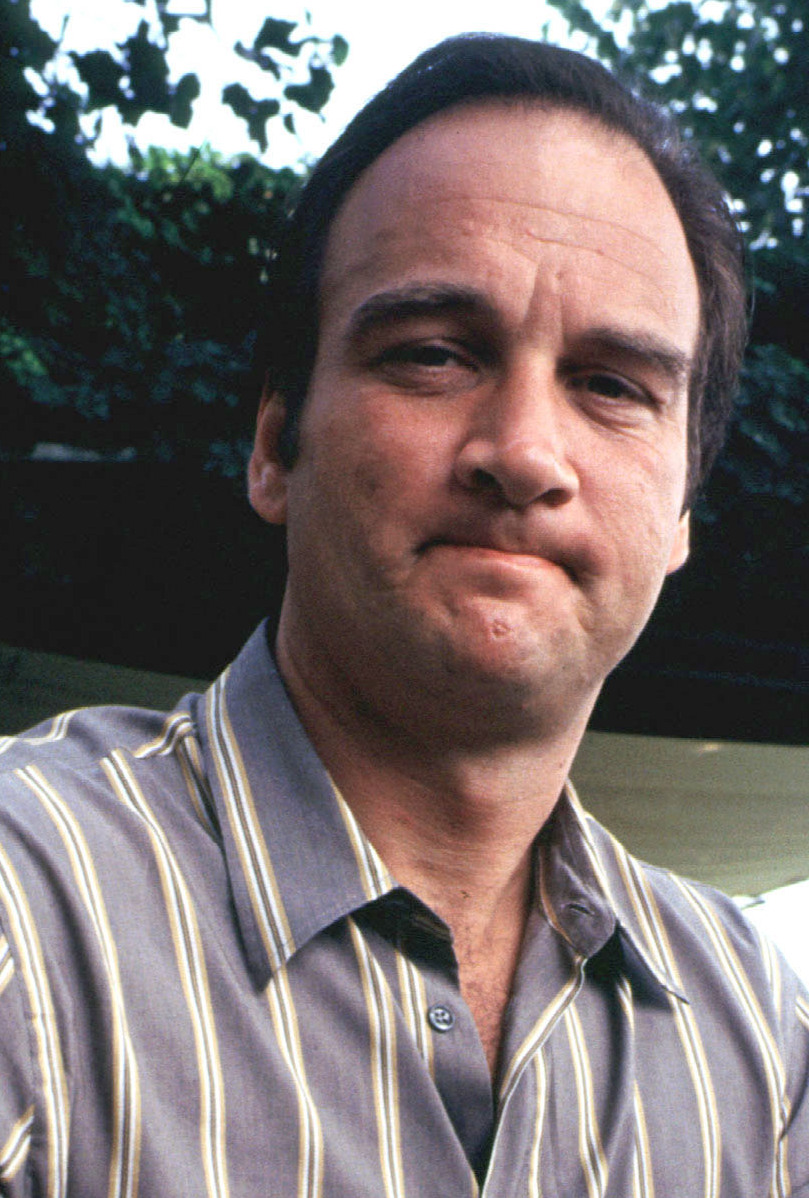
Jim Belushi en 1982.

Encouragé par l'un de ses professeurs de lycée, James Belushi s'est inscrit au club de théâtre de son établissement. Par la suite, il a obtenu le diplôme d'art dramatique à l'université du Sud de l'Illinois à Carbondale. Il a débuté sur les planches dans l'une des troupes de Chicago, The Second City dans laquelle son frère a débuté. Il y est resté de 1977 à 1980. Le réalisateur Garry Marshall l'a remarqué et lui a permis d'obtenir des rôles pour la télévision. Il a fait une brève apparition non créditée dans Furie (1978) Brian De Palma.
Après le décès par surdose de speedball de son frère John, il est également apparu dans Saturday Night Live entre 1983 et 1985.
Il a obtenu son premier rôle important dans Le Solitaire (1981) de Michael Mann où il joue le partenaire d'un bandit en mal d'amour cherchant à fonder une famille (interprété par James Caan). Ironie du sort, il fête ses noces de coton avec l'actrice Sandra Davenport épousée en 1980 et qui lui donnera un fils Robert.
Après ses débuts dans le film policier, James Belushi enchaîne plusieurs comédies, comme Un fauteuil pour deux (1983) de John Landis dans lequel il joue le rôle d'Harvey ou encore Jumpin' Jack Flash (1986, Penny Marshall) où il interprète plusieurs rôles différents.
Il s'essaie ensuite au film d'action avec Le Proviseur (1987, Christopher Cain) dans lequel il incarne un proviseur divorcé ayant un penchant prononcé pour la bouteille, puis Double Détente où il est un flic américain contraint de collaborer avec un collègue russe (1988, Walter Hill). Il ponctue sa carrière de films aux sujets plus sensibles et au ton plus grave : il est plongé au cœur d'une guerre civile dans Salvador (1986, Oliver Stone), il doit faire face à la mafia dans Oublier Palerme (1989, Francesco Rosi).
C'est à peu près, à cette période, qu'il divorce pour épouser Marjorie Bransfield en 1990.
Il revient ensuite dans le registre de la comédie avec Monsieur Destinée (1990, James Orr) et y incarne Larry Burrows, un comptable dont la vie semble s'être décidée à la suite d'un match de baseball. Sa partenaire à l'écran est alors Linda Hamilton avec lequel il tournera encore deux fois. Il joue aussi le rôle d'un cambrioleur dans Filofax.
La P'tite Arnaqueuse (1991, John Hughes) lui permet de se glisser dans la peau d'un père attachant élevant seule sa fille en survivant dans les rues. Ta mère ou moi (1991, Chris Columbus) va le faire interpréter un policier marié donnant des conseils à un collègue vivant encore chez sa mère. James Belushi divorce l'année suivante.
On peut aussi le voir dans de savoureuses variations humoristiques : il apparaît brièvement dans son propre rôle dans le très parodique Last Action Hero (1992, John McTiernan) avant de jouer dans deux films satiriques, Canadian Bacon (1995, Michael Moore) et Des hommes d'influence (1997, Barry Levinson).
Il retrouve Linda Hamilton en 1995 dans le film Présumée Coupable (1995) où il incarne un policier ayant démissionné afin d'étudier la psychologie tandis qu'Hamilton interprète une professeur atteinte de schizophrénie.
Au demeurant, son genre de prédilection semble être la comédie familiale. Il s'illustre dans ce registre avec La Course au jouet (1996, Brian Levant) dans lequel il joue un Père-Noël de centre commercial et Super papa (2001, John Pasquin) où il interprète un professeur de judo.
Il continue dans ce registre en interprétant le rôle-phare de la série télévisée According to Jim et a l'occasion de retrouver Linda Hamilton dans un épisode où celle-ci incarne une ex copine de son personnage. Puis il tente l'expérience du doublage de film d'animation avec la production des frères Weinstein, La Véritable Histoire du Petit Chaperon rouge (2005). Il réitère l'expérience avec Underdog, chien volant non identifié en 2007. Il a aussi interprété le Coach Wittenberg dans quatre épisodes de Hey Arnold. Il interprète également un coach de basket-ball dans Thunderstruck.
Il tient un des rôles principaux dans Wonder Wheel de Woody Allen (2018), celui d'un gérant de manège à Coney Island, dans les années 1950, marié au personnage de Kate Winslet.
Il s'est également illustré comme chanteur avec les Blues Brothers en remplaçant son frère décédé (Jake Blues) sous le pseudonyme de Zee Blues aux côtés de Dan Aykroyd (Elwood Blues) et de John Goodman ("Mighty" Mack McTeer).
James Belushi cultive du cannabis dans sa ferme appelée Belushi's Farm. Une série d'émissions de Téléréalité appelé Growing Belushi passe sur Discovery Channel,.
.

### Vie privée
Avec Sandra Davenport, il a un fils, devenu également acteur, Robert Belushi né en 1980. Il a été marié avec Marjorie Bransfield de 1990 à 1992.
Remarié en 1998, avec Jennifer Sloan, James Belushi a deux enfants de celle-ci. Une fille Jamison Bess née en 1999 et un fils Jared James en 2002.
Le 18 octobre 2009, il devient citoyen albanais d'honneur lors d'une cérémonie en grande pompe à Korçë, en présence de Bamir Topi, président de la république d'Albanie de 2007 à 2012.
Il apprend en 2011 qu'il souffre de la goutte et devient à cette occasion le porte-parole de nombreux centres pharmaceutiques.
Il réside actuellement à Los Angeles.

## Filmographie

### Acteur au cinéma

#### Années 1970 et 1980
- 1978 : Furie (The Fury) de Brian De Palma : un homme sur la plage (non crédité)[3]
- 1981 : Le Solitaire (Thief) de Michael Mann : Barry
- 1983 : Un fauteuil pour deux (Trading Places) de John Landis : Harvey
- 1985 : L'Homme à la chaussure rouge (The Man with One Red Shoe) de Stan Dragoti : Morris
- 1986 : Salvador d'Oliver Stone : Dr. Rock
- 1986 : À propos d'hier soir... d'Edward Zwick : Bernie Litgo
- 1986 : Jumpin' Jack Flash de Penny Marshall : Sperry Repairman / Furious Cab Driver / Injured Cop
- 1986 : La Petite Boutique des horreurs (Little Shop of Horrors) de Frank Oz : Patrick Martin
- 1987 : Le Proviseur (The Principal) de Christopher Cain : Rick Latimer
- 1987 : Real Men de Dennis Feldman : Nick Pirandello
- 1988 : Double Détente (Red Heat) de Walter Hill : Sergent Art Ridzik
- 1989 : Mais qui est Harry Crumb ? (Who's Harry Crumb?) de Paul Flaherty : l'homme dans le bus
- 1989 : Chien de flic (K-9) de Rod Daniel : Michael « Mike » Dooley
- 1989 : Voyageurs sans permis (Homer & Eddie) d'Andreï Kontchalovski : Homer Lanza

#### Années 1990
- 1990 : Wedding Band (es) de Daniel Raskov : Reverend
- 1990 : Masters of Menace de Daniel Raskov : Gypsy
- 1990 : Oublier Palerme (Dimenticare Palermo) de Francesco Rosi : Carmine Bonavia
- 1990 : Filofax (Taking Care of Business) d'Arthur Hiller : Jimmy Dworski
- 1990 : Monsieur Destinée (Mr. Destiny) de James Orr : Larry Joseph Burrows / narrateur
- 1991 : Abraxas, Guardian of the Universe (en) de Damian Lee : Principal Latimer
- 1991 : Ta mère ou moi (Only the Lonely) de Chris Columbus : Salvatore « Sal » Buonarte
- 1991 : La P'tite Arnaqueuse (Curly Sue) de John Hughes : Bill Dancer
- 1991 : Hit man, un tueur (Diary of a Hitman) de Roy London : Shandy
- 1992 : Once Upon a Crime... d'Eugene Levy : Neil Schwary
- 1992 : Traces de sang (Traces of Red) d'Andy Wolk (en) : Jack Dobson
- 1993 : Last Action Hero de John McTiernan : lui-même (caméo)
- 1995 : Irving de Jason Bloom (en) : Vampire gay no 2
- 1995 : Youbi, le petit pingouin (The Pebble and the Penguin) de Don Bluth : Rocko (voix)
- 1995 : Destiny Turns on the Radio de Jack Baran : Tuerto
- 1995 : Canadian Bacon de Michael Moore : Charles Jackal, reporter de NBS
- 1995 : Présumée Coupable de David Madden : Tom Beckwith
- 1996 : Gold in the Streets d'Elizabeth Gill : Mario
- 1996 : Race the Sun de Charles T. Kanganis : Frank Machi
- 1996 : La Course au jouet (Jingle All the Way) de Brian Levant : le père-noël du centre commercial
- 1997 : Rétroaction (Retroactive) de Louis Morneau (video) : Frank
- 1997 : Risques et périls (Living in Peril) de Jack Ersgard (video) : Harrison / Oliver
- 1997 : Flics sans scrupules (Gang Related) de Jim Kouf : Inspecteur Frank Divinci
- 1997 : Des hommes d'influence (Wag the Dog) de Barry Levinson : Lui-même
- 1999 : Contrat sur une tueuse (en) (Angel's Dance) de David L. Corley (video) : Stevie "The Rose" Rosellini
- 1999 : The Florentine (en) de Nick Stagliano (en) (video) : Billy Belasco
- 1999 : Fausse Donne (Made Men) de Louis Morneau (video) : Bill Manucci
- 1999 : Chien de flic 2 (K-911) de Charles T. Kanganis (vidéo) : Inspecteur Mike Dooley

#### Années 2000
- 2000 : Droit au cœur (Return to Me) : Joe Dayton
- 2001 : Super papa (Joe Somebody) de John Pasquin : Chuck Scarett
- 2002 : Jeu sans issue (One Way Out) (vidéo) : Harry Woltz
- 2002 : Chien de flic 3 (K-9: P.I.) (vidéo) : Mike Dooley
- 2003 : Easy Six (vidéo) : Elvis
- 2004 : Behind the Smile de Damon Wayans : Jeffrey Stone
- 2006 : The Wild : Benny l'écureuil (voix)
- 2007 : Underdog, chien volant non identifié (vidéo) : Dan Unger
- 2008 : Les Copains des neiges (Snow Buddies) : Bernie (voix)

#### Années 2010
- 2010 : The Ghost Writer de Roman Polanski : John Maddox
- 2011 : Happy New Year (New Year's Eve) : le dépanneur d'ascenseur
- 2012 : Thunderstruck de John Whitesell : Coach Amross
- 2013 : Legends of Oz: Dorothy's Return de Will Finn et Dan St. Pierre (en) : le lion peureux (voix)
- 2013 : The Secret Lives of Dorks (en) de Salomé Breziner (en) : Bronko
- 2015 : Dangerous Housewife : Les
- 2016 : Toute la vérité (The Whole Truth) de Courtney Hunt : Boone
- 2016 : Desert Gun (The Hollow Point) de Gonzalo López-Gallego : Shepard Diaz
- 2016 : Katie Says Goodbye de Wayne Roberts : Bear
- 2017 : Wonder Wheel de Woody Allen : Humpty Rannell
- 2017 : Sollers Point: Baltimore de Matthew Porterfield : Carol

### Acteur à la télévision

#### Années 1970
- 1978 : Who's Watching the Kids (en) (série télévisée) : Bert Gunkel
- 1979 : Mike et Ernie (en) (Working Stiffs) (série télévisée) : Ernie O'Rourke

#### Années 1980
- 1983-1985 : Saturday Night Live (émission TV) : divers personnages
- 1984 : The Best Legs in the 8th Grade (TV) : Saint Valentine
- 1986 : The Birthday Boy (TV)

#### Années 1990
- 1993 : Wild Palms (série télévisée en 5 épisodes) : Harry Wyckoff
- 1994 : Royce (en) (TV) : Shane Royce
- 1994 : Parallel Lives (en) (TV) : Nick Dimas
- 1995 : Sahara (en) (TV) : Joe Gunn
- 1997 : Dog's Best Friend (en) (TV) : Skippy (voix)
- 1997 : Total Security ("Total Security") (série télévisée de 13 épisodes) : Steve Wegman
- 1999 : Justice (TV) : Frank Spello

#### Années 2000
- 2000 : Who Killed Atlanta's Children? (en) (TV) : Pat Laughlin
- 2001 : Urgences (E.R.) - Saison 7, épisode 10 : Dan Harris
- 2001 - 2009 : According to Jim (série télévisée) : James "Jim" Orenthal

#### Années 2010
- 2010 - 2011 : The Defenders (série télévisée) : Nick Morelli (saison 1)
- 2015 - 2016 : Good Girls Revolt (série télévisée) : William « Wick » McFadden
- 2017 : Twin Peaks (saison 3) : Bradley Mitchum
- 2017 : Hey Arnold!: The Jungle Movie (téléfilm) : Coach Wittenberg (voix)

### Réalisateur
- 1987 : Number One with a Bullet (en)

### Scénariste
- 1986 : The Birthday Boy (TV)

### Producteur
- 2001-2009 : According to Jim (série télévisée)

## Voix francophones
En France, Patrick Floersheim (décédé en mars 2016,) a été la voix régulière de James Belushi. Patrick Poivey et Jacques Frantz l'ont également doublé à cinq reprises chacun.
Au Québec, Jean-Marie Moncelet est sa voix la plus régulière. Jean-Luc Montminy l'a aussi doublé à trois reprises.
En France
| - Patrick Floersheim (*1944 - 2016) dans : - Double Détente - Banco pour un crime - Présumée Coupable - Race the Sun - Fausse Donne - Chien de flic 2 - Urgences (série télévisée) - Chien de flic 3 - Les Copains des neiges (voix) - Dangerous Housewife - Patrick Poivey (*1948 - 2020) dans : - Le Proviseur - Voyageurs sans permis - Oublier Palerme - Flics sans scrupules - Happy New Year - Jacques Frantz (*1947 - 2021) dans : - Filofax - Monsieur Destinée - Traces de sang - Super papa - Show Me a Hero (mini-série) - Marc Alfos (*1956 - 2012) dans : - Sahara (en) (téléfilm) - Total Security (série télévisée) - Jeu sans issue - Jacques Ferrière (*1932 - 2005) dans : - Le Solitaire - Jumpin' Jack Flash | - François Leccia (*1948 - 2009) dans : - La Petite Boutique des horreurs - La Course au jouet - Mario Santini (*1945 - 2001) dans : - Ta mère ou moi - Droit au cœur - Patrick Osmond, (*1957 - 2020) dans : - Wild Palms (série télévisée) - Royce (en) et aussi - Vincent Violette dans Un fauteuil pour deux - Patrick Préjean dans L'Homme à la chaussure rouge - Richard Darbois dans Salvador - Sady Rebbot (*1935 - 1994) dans À propos d'hier soir... - Gérard Dessalles dans Chien de flic - Jacques Bouanich dans La P'tite Arnaqueuse - Michel Derain dans Last Action Hero - Xavier Fagnon dans According to Jim (série télévisée) - Jean-Claude Donda dans The Wild (voix) - Thierry Hancisse dans The Ghost Writer - Bruno Choël dans The Defenders (série télévisée) - José Luccioni (*1949 - 2022) dans Good Girls Revolt (série télévisée) - Benoît Van Dorslaer (Belgique) dans Desert Gun - Patrick Béthune (*1956 - 2017) dans Twin Peaks (série télévisée) - Emmanuel Jacomy dans Wonder Wheel |

Au Québec
Note : La liste indique les titres québécois.
| - Jean-Marie Moncelet dans : - Tes affaires sont mes affaires - Le Dernier des héros - Rétroactif - Erreur sur la victime - Joe Quelqu'un | - Jean-Luc Montminy dans : - Monsieur Destin' - Suzie Frisettes - Underdog et aussi - Hubert Gagnon dans Baisers Mortels à Palm Beach - Guy Nadon dans Le Caillou et le Pingouin (voix) - Raymond Bouchard dans La Véritable Histoire du Petit Chaperon Rouge (voix) - Daniel Lesourd dans La Vie sauvage (voix) |